# Paul Bostaph
Paul Steven Bostaph, född 6 mars 1964 i San Francisco, Kalifornien, är en amerikansk trummis. Han är mest känd som trummis i det amerikanska thrash metal-bandet Slayer 1992–1996, 1997–2001 och från 2013. Han har även spelat med Forbidden, Testament, Systematic och Exodus.

## Diskografi

### Med Forbidden
- 1988 – Forbidden Evil
- 1990 – Twisted into Form

### Med Testament
- 1993 – Return to the Apocalyptic City
- 2008 – The Formation of Damnation

### Med Slayer
- 1994 – Divine Intervention
- 1996 – Undisputed Attitude
- 1998 – Diabolus in Musica
- 2001 – God Hates Us All
- 2015 – Repentless

### Med Systematic
- 2003 – Pleasure to Burn

### Med Exodus
- 2005 – Shovel Headed Kill Machine

### Med Kerry King
- 2024 – From Hell I Rise